# Up (canción de Olly Murs)
«Up» es una canción interpretada a dúo por los cantantes Olly Murs y Demi Lovato, e incluida en el cuarto álbum de estudio de Murs, Never Been Better (2014), y más tarde en la edición de lujo del también cuarto álbum de Lovato, Demi (2013). El sello discográfico de Murs, Epic Records, la lanzó como el segundo sencillo oficial de Never Been Better el 1 de diciembre de 2014. La canción, perteneciente al género pop-folk, fue compuesta por Wayne Hector, Daniel Davidsen, Maegan Cottone, Peter Wallevik y Cutfather, y producida por Davidsen, Wallevik y Cutfather.

## Antecedentes y composición
El 28 de septiembre de 2014, Murs realizó un videochat en Hangouts On Air donde reveló los primeros detalles acerca de Never Been Better; además del título, su fecha de lanzamiento y lo que sería el sencillo líder, comentó que había trabajado en una canción junto a Demi Lovato llamada «Up». Al respecto, dijo que para el álbum, buscaba artistas internacionales que pudiesen ayudarlo a impulsar el disco en otros países. En última instancia, no habían encontrado a ningún artista prometedor hasta que Murs sugirió que fuese Lovato, quien en su opinión, era la ideal ya que ella es muy exitosa en los Estados Unidos pero poco reconocida en el Reino Unido, caso contrario de él. Las sesiones de grabación se habían dado a principios de ese mismo mes, mientras Lovato viaja por Norteamérica con su Demi World Tour.

## Promoción
El 11 de diciembre de 2014, Murs publicó el videoclip oficial de la canción en su cuenta de VEVO en YouTube. Dirigido por Ben Turner y Gabe Turner, muestra tanto a Murs como a Lovato en un mismo plano dividido por una pared de ladrillos; a lo largo del vídeo ambos deben lidiar con el sentimiento de estar solos y en consecuencia, destruyen todo lo que hay en sus respectivas habitaciones. En la escena final, Murs destruye el muro utilizando una guitarra eléctrica y ambos se reencuentran, pero no hacen más que mirarse a los ojos. El cinematógrafo encargado, Vicki Matich, aseguró que los directores querían hacer un set minimalista para capturar la esencia oscura de la canción. Explicó que el rodaje mostró diversas complicaciones debido a la baja iluminación que se estaba buscando, así como los posibles roces de las cámaras. Por otro lado, ambos intérpretes cantaron «Up» por primera vez en vivo el 14 de diciembre de 2014 en la final de The X Factor.

## Posicionamiento en listas

### Semanales
| Alemania       | German Singles Chart         | 17 |
| Australia      | Australian Singles Chart     | 14 |
| Austria        | Austrian Singles Chart       | 6  |
| Escocia        | Scottish Singles Chart       | 3  |
| Eslovaquia     | Radio Top 100 Chart          | 29 |
| Hungría        | Single (track) Top 40 lista  | 18 |
| Hungría        | Rádiós Top 40                | 8  |
| Irlanda        | Irish Singles Chart          | 3  |
| Italia         | Italian Top Digital Download | 15 |
| Nueva Zelanda  | NZ Top 40 Singles Chart      | 9  |
| Reino Unido    | UK Singles Chart             | 4  |
| Suiza          | Swiss Singles Chart          | 28 |
| Estados Unidos | Billboard Twitter Top Tracks | 8  |

### Anuales
| País          | Lista                    | Mejor posición |      |      |      |      |      |
| 2015          | 2015                     | 2015           | 2015 | 2015 | 2015 | 2015 | 2015 |
| ------------- | ------------------------ | -------------- | ---- | ---- | ---- | ---- | ---- |
| Alemania      | German Singles Chart     | 72             |      |      |      |      |      |
| Australia     | Australian Singles Chart | 69             |      |      |      |      |      |
| Austria       | Austrian Singles Chart   | 51             |      |      |      |      |      |
| Italia        | FIMI                     | 82             |      |      |      |      |      |
| Nueva Zelanda | NZ Top 40 Singles Chart  | 49             |      |      |      |      |      |
| Reino Unido   | UK Singles Chart         | 35             |      |      |      |      |      |
| 2016          |                          |                |      |      |      |      |      |
| Eslovenia     | SloTop50                 | 36             |      |      |      |      |      |

### Certificaciones
| País          | Organismo certificador | Certificación | Unidades certificadas | Ref.   |
| ------------- | ---------------------- | ------------- | --------------------- | ------ |
| Australia     | ARIA                   | 2× Platino    | 140 000               | [ 24 ] |
| Italia        | FIMI                   | Platino       | 50 000                | [ 25 ] |
| Nueva Zelanda | RIANZ                  | Platino       | 15 000                | [ 26 ] |
| Reino Unido   | BPI                    | 2× Platino    | 1 200 000             | [ 27 ] |